# Radio Bikini
Radio Bikini ist ein US-amerikanisch-britischer Dokumentarfilm von Robert Stone aus dem Jahr 1988. Der Film dokumentiert die Kernwaffentests in der Umgebung des Bikini-Atolls während der Operation Crossroads im Jahr 1946 und deren Auswirkungen auf die indigene Bevölkerung sowie die US-Soldaten selbst.
Die Premiere des Films war im Januar 1988 beim Sundance Film Festival. Im selben Jahr konkurrierte der Film um einen Oscar als Bester Dokumentarfilm, konnte die Auszeichnung jedoch nicht gewinnen. Der Titel des Films bezieht sich auf den zur Unterhaltung und Information installierten Radiosender auf der Insel, ähnlich dem AFN.

## Inhalt
1946 hatten die USA Medienvertreter aus aller Welt eingeladen, um mit den Atomwaffentests ihre Überlegenheit zu demonstrieren. Die meist jungen Soldaten wähnten sich im Hawaii-Urlaub mit Freibier und Eis.
Der erste Test „Able“ aus der Luft in einer Entfernung von 20 Meilen wurde enttäuscht aufgenommen, da ohne spürbare Wirkung. Der zweite Test „Baker“ unter Wasser hatte jedoch unerwartet drastische Folgen, sodass der dritte Test „Charlie“ abgesagt wurde.
In Folge von „Baker“ waren die Inseln für Jahrzehnte unbewohnbar und Tausende Menschen verstrahlt. Auf der Insel Rongdrik, auf der man die Bewohner von Bikini in Sicherheit gebracht hatte, fiel radioaktiver Schnee, der sie so schwer verstrahlte, dass vielen die Schilddrüse entfernt werden musste. Ihrer Heimat beraubt, lebten sie in den folgenden Jahrzehnten über die Marshallinseln verstreut.
Die Folgen der Atomwaffentests trafen auch die US-Soldaten selbst. Der US-Soldat John Smitherman hatte nach den Crossroads-Tests geschwollene Beine. Ihm wurde 1977 das linke Bein abgenommen, ein Jahr später auch das rechte. 1978 musste er am Knie operiert werden, wenig später schwoll seine Hand an. Er starb 1983 an Krebs, kurz nach den Dreharbeiten zum Film.

## Hintergrund
Wie schon bei The Atomic Café (1982) wurde für den Film Archivmaterial aus der Zeit des Kalten Krieges verwendet, das teils gerade erst aus der Geheimhaltung entlassen worden war. Neben Mitschnitten von Original-Radiosendungen wurden insbesondere Originalaufnahmen der Atombombenexplosionen verwendet. Im Gegensatz zum Film Atomic Café, bei dem Produzent Kevin Rafferty maßgeblich beteiligt war, ist Radio Bikini jedoch „keine skurrile Zusammenstellung der absurdesten Schutzmaßnahmen aus dem Kalten Krieg“, sondern eine „erschütternde Dokumentation“.
Radio Bikini lief in 25 Ländern im Fernsehen, unter anderem als Episode der Emmy-prämierten TV-Serie The American Experience, und ist heute nur noch aus den USA auf DVD zu beziehen.

## Kritik
In der Festivalbesprechung des Sundance Film Festivals sprach Mitchell W. Block von einem „bewegenden und kraftvollen Film“. Die Los Angeles Times schrieb, der Film sei eine „in jeder Hinsicht herausragende Leistung“ sowie „ein außergewöhnlich scharfsinniger, packender und informativer Dokumentarfilm“. Er präsentiere sich mit „unterschwelliger Schuldzuweisung“, doch seine „zugrunde liegende Leidenschaft“ brenne sich „in unser Gedächtnis und unsere Seelen“ ein.
L.A. Weekly schrieb, Radio Bikini sei ein „grandioser Dokumentarfilm“ und „brilliant geschnitten“. Das Tragische an dem Film sei der Wahrheitsgehalt der „Dr. Strangelove“-Ironien. Die London Times resümierte, der Film sei eine „bemerkenswerte dokumentarische Collage“. Die „beängstigende Schönheit der Explosionen“ hätte „nicht einmal Busby Berkeley besser umsetzen können“.

## Auszeichnungen
Neben der Oscar-Nominierung erhielt der Film den Golden Gate Award beim San Francisco Film Festival sowie den Silver Hugo beim Chicago International Film Festival. Darüber hinaus bekam Radio Bikini den Erik Barnouw Award der Organization of American Historians.